# Dublin (New Hampshire)
Dublin je město v okrese Cheshire County ve státě New Hampshire ve Spojených státech amerických. V roce 2010 zde žilo 1 597 obyvatel. Město bylo založeno v roce 1771.